# Empousa
Pour les articles homonymes, voir Empusa.
Dans la mythologie grecque, Empousa (en grec ancien Ἔμπουσα / Émpousa) est une créature fantastique, sorte de démon femelle. Elle a un derrière d'âne et des sandales de bronze, ou, selon certains, une jambe d'âne et une de bronze. Les Empouses prennent la forme de chiennes, de vaches ou de belles femmes et c'est sous cette dernière forme qu'elles séduisent les hommes et leur sucent leurs forces jusqu'à ce qu'ils meurent.

## Mythologie
Empousa, ou l'Empuse, est un spectre de l'entourage d'Hécate, déesse aux multiples attributions dans la mythologie grecque, qui appartient au monde des enfers et peuple les nuits de terreurs. Capable de revêtir de multiples formes, elle apparait essentiellement aux femmes et aux enfants pour les terrifier. Sorte de vampire féminin, elle se nourrit de chair humaine et prend souvent la forme d'une belle jeune femme afin d'attirer ses victimes,.
Empousa est généralement figurée avec un pied d'airain et l'autre constitué d'excréments d'âne. Le moyen de la faire fuir est de la couvrir d'injures.

## Démythification
Philostrate parle d'une « empuse », démon prenant l'apparence d'une femme pour séduire les jeunes hommes et les dévorer. Selon Sur la danse de Lucien de Samosate, Empousa était danseuse.

## Évocations antiques
Dans Les Grenouilles d'Aristophane, elle apparaît comme gardienne des Enfers : associée au cortège d'Hécate, elle peut prendre l'apparence d'une belle jeune femme mais aussi se métamorphoser en mulet, en bœuf ou encore en chien avec une jambe d'airain et une autre d'âne.
Aristophane lui donne les surnoms d'Onoscelis et d'Onocôle.

## Évocations littéraires
D'après Rick Riordan, au pluriel, empousa devient empousai. Ce sont les filles d'Hécate, déesse de la magie. Ces femmes sont représentées avec une jambe en bronze céleste et une jambe d'âne. Leur chevelure s'enflamme et elles se nourrissent de la chair et du sang de leurs victimes. La lamie et la mormolyce font partie des empuses.
Selon Erwin Rohde (Psyche, 1890-94), le démon de midi des auteurs chrétiens ne serait autre qu'une réincarnation d'Empousa.
Dans le film Nosferatu de Murnau, le navire qui amène le vampire à Wisborg s'appelle l'Empusa.
Le roman Le Banquet des Empouses (2024) du prix Nobel de littérature Olga Tokarczuk y fait également référence.

### Sources
- Aristophane, Les Grenouilles [détail des éditions] [lire en ligne]
- Philostrate, Vie d'Apollonios de Tyane, IV, 25 [lire en ligne]